# Konektori (lingvistika)
Konektori ili konjunkti su, u sklopu lingvistike, vezna sredstva na razini teksta ili diskursa. Značenjski povezuju rečenice u kohezivnu cjelinu koju se naziva tekstom, a najčešće su svrstani uz veznike (odn. subjunktore i konjunktore) koji pak povezuju riječi, sintagme ili surečenice.

## Po jezicima

### Hrvatski jezik
Konektori se u hrvatskom jeziku smatraju veznim sredstvom, no ne postoji konsenzus oko toga što su po vrsti riječi. Eugenija Barić svrstava ih u čestice, tj. posebnu vrstu priloga, a Težak i Babić u priloge, dok Velčić smatra da ih sačinjavaju zamjenice, pridjevi, veznici, potpune rečenice i konstrukcije drugih (vrsta) riječi koje se učestalo pojavljaju zajedno. Prema nekim analizama, slično kao i kod Velčić, u konektore spadaju i poneki oblici koji su identični onima u službi veznika iako se temeljem različite funkcije ne svrstavaju pod njih.
Tipična analiza konektora u hrvatskom dijeli ih u nekoliko kategorija:
- suprotne: međutim, no, naprotiv, nasuprot tome...

Protivio se donesenoj odluci. Međutim više nije mogao ništa učiniti.
- pribrojne: štoviše, uz to, pored toga, osim toga...

Mojim prijateljima se svidjela ta knjiga. Štoviše, obožavali su ju. 
- zaključne: dakle, prema tome, sve u svemu, s obzirom na to...

Činio se neobično blijed. Dakle mora da je bio bolestan, zar ne?
- isključne: samo, jedino...

Svi su bili na otvorenju. Jedino sam ja odlučila ostati kod kuće.
- mjesne: ovdje, ondje, odatle, onamo, tamo...

To je poljana starog Ante. Tamo je nekoć bila šuma. 
- vremenske: u međuvremenu, nakon toga, potom, zatim...

Neka oni samo planduju. Ja ću, u međuvremenu, zaraditi svoju buduću poziciju direktorice. 
- objasnidbene: naime, to jest, drugim riječima, zapravo, ustvari...

Sutra idem planinariti. Naime, stvarno želim vidjeti pogled s Kamešnice.
- namjerne: radi toga, s tom namjerom, u tu svrhu...

Htio sam ti pomoći oko vrta. Radi toga sam i ustao ovoliko rano.
- uvjetne: u tom slučaju, inače...

Bolje ti je da se koncentriraš na posao. Inače ga danas ni nećeš stići obaviti do kraja.
- dopusne: ipak, svejedno, uza sve to, usprkos tomu...

Znam da si rekla da moram biti oprezniji. Svejedno mislim da se ništa loše neće dogoditi.
- pojačajne: štoviše, upravo, baš, čak i, i...

Obećala mi je to. I doista jest ispunila to obećanje.

### Engleski jezik
U engleskom jeziku, konektori se smatraju priložnim oznakama koje služe kao vezno sredstvo između rečenica.

## Vanjske poveznice
- konektor. Hrvatska enciklopedija, mrežno izdanje. Leksikografski zavod Miroslav Krleža, 2021. Pristupljeno 2. 11. 2023.